# Gimme Shelter
〈Gimme Shelter〉은 롤링 스톤스가 1969년 《Let It Bleed》에 들어간 수록곡이다. 비록 첫 번째 단어가 그 음반에서 "Gimmie"라는 이름으로 쓰여졌지만, 그 후 밴드와 다른 음악가들의 녹음은 "Gimme"를 관습적인 철자로 만들었다. 발매 당시 《롤링 스톤》에 기고하고 있는 그라일 마커스는 이 곡을 칭찬하면서 이 밴드가 "더 나은 것은 없었다"고 말했다.
녹음기는 리처즈가 일렉트릭 기타에 오픈 튜닝을 하는 모습을 담고 있다. 이 음반에는 메리 클레이튼의 보컬도 참여했다. 리사 피셔는 콘서트에서 이 노래를 부르기 위해 채용되었다.

## 참여 인원
롤링 스톤스
- 믹 재거 – 리드 보컬, 하모니카
- 키스 리처즈 – 기타, 백 보컬
- 빌 와이먼 – 베이스
- 찰리 와츠 – 드럼

참여한 음악가
- 니키 홉킨스 – 피아노
- 지미 밀러 – 퍼커션
- 메리 클레이튼 – 공동 리드 보컬

## 인증
| 국가                               | 인증     | 판매량/출하량 |
| ---------------------------------- | -------- | ------------- |
| 이탈리아 (FIMI)                    | 골드     | 25,000        |
| 영국 (BPI)                         | 플래티넘 | 600,000       |
| 판매량+스트리밍을 기반으로 한 인증 |          |               |